# Thường Xuân (huyện)
Thường Xuân là một huyện miền núi nằm ở phía tây tỉnh Thanh Hóa, Việt Nam.
Huyện được thành lập năm 1837 (năm Minh Mạng thứ 18) với tên gọi là Châu Thường, sau Cách mạng Tháng Tám năm 1945 đổi tên là huyện Thường Xuân. Huyện có chung 17 km đường biên giới với huyện Sầm Tớ (Xamtay) thuộc tỉnh Hủa Phăn (Huaphanh), Lào.

## Địa lý
Huyện Thường Xuân nằm ở phía tây của tỉnh Thanh Hóa, có vị trí địa lý:
- Phía bắc giáp huyện Lang Chánh và huyện Ngọc Lặc
- Phía đông giáp huyện Thọ Xuân, huyện Triệu Sơn và huyện Như Thanh
- Phía nam giáp huyện Như Xuân và huyện Quỳ Châu, tỉnh Nghệ An
- Phía tây giáp huyện Quế Phong, tỉnh Nghệ An và tỉnh Hủa Phăn, nước CHDCND Lào.

Huyện Thường Xuân có diện tích tự nhiên 1.107,17 km², là huyện rộng nhất tỉnh Thanh Hóa. Dân số năm 2022 là 102.744 người, mật độ dân số đạt 93 người/km². Dân số năm 2019 là 89.131 người, mật độ dân số đạt 81 người/km².
Địa hình huyện chủ yếu là đồi núi thấp, bị chia cắt nhiều, độ dốc lớn, có các đỉnh núi: Bù Chò (1.563 m), Bù Rinh (1.291m). Có sông Chu, sông Dát chảy qua. Đất rừng chiếm khoảng 80% diện tích.

## Lịch sử
Sau năm 1954, huyện Thường Xuân có 13 xã: Bát Mọt, Tân Thành, Thắng Lộc, Thọ Thanh, Vạn Xuân, Xuân Cẩm, Xuân Dương, Xuân Khao, Xuân Khê, Xuân Lẹ, Xuân Liên, Xuân Mỹ và Yên Nhân.
Ngày 25 tháng 6 năm 1963:
- Chuyển xã Lương Ngọc thuộc huyện Ngọc Lặc về huyện Thường Xuân quản lý và chia thành 2 xã: Lương Sơn và Ngọc Phụng
- Chia xã Xuân Khê thành 2 xã: Luận Khê và Xuân Cao
- Chia xã Xuân Lẹ thành 2 xã: Xuân Lẹ và Xuân Chinh.

Ngày 29 tháng 9 năm 1983:
- Chia xã Thắng Lộc thành hai xã: Xuân Lộc và Xuân Thắng
- Thành lập xã Luận Thành trên cơ sở tách xóm Thành Thắng (xã Tân Thành), xóm Khe Hạ (xã Luận Khê) và xóm Cao Thắng (xã Xuân Cao).

Ngày 3 tháng 6 năm 1988, tách 184,95 ha diện tích tự nhiên cùng 2.566 nhân khẩu của xã Xuân Dương và 68,19 ha diện tích tự nhiên cùng 363 nhân khẩu của xã Ngọc Phụng để thành lập thị trấn huyện lỵ Thường Xuân.
Ngày 3 tháng 4 năm 2008, Chính phủ ban hành Nghị định 38/2008/NĐ-CP giải thể 3 xã Xuân Khao, Xuân Liên và Xuân Mỹ để xây dựng hồ chứa nước Cửa Đặt (có hiệu lực thi hành sau 15 ngày kể từ ngày đăng Công báo).
Ngày 1 tháng 12 năm 2019, sáp nhập xã Xuân Cẩm vào thị trấn Thường Xuân.
Huyện Thường Xuân có 1 thị trấn và 15 xã như hiện nay.

## Hành chính
Huyện Thường Xuân có 16 đơn vị hành chính cấp xã trực thuộc, bao gồm thị trấn Thường Xuân (huyện lỵ) và 15 xã: Bát Mọt, Luận Khê, Luận Thành, Lương Sơn, Ngọc Phụng, Tân Thành, Thọ Thanh, Vạn Xuân, Xuân Cao, Xuân Chinh, Xuân Dương, Xuân Lẹ, Xuân Lộc, Xuân Thắng, Yên Nhân.
| Tên           | Diện tích (km²) | Dân số (người) |
| ------------- | --------------- | -------------- |
| Thị trấn (01) |                 |                |
| Thường Xuân   | 49,53           | 10.946         |
| Xã (15)       |                 |                |
| Bát Mọt       | 205,73          | 4.170          |
| Luận Khê      | 55,76           | 6.984          |
| Luận Thành    | 34,02           | 8.449          |
| Lương Sơn     | 79,91           | 9.486          |
| Ngọc Phụng    | 16,82           | 8.809          |
| Tân Thành     | 37,92           | 6.159          |

| Tên        | Diện tích (km²) | Dân số (người) |
| ---------- | --------------- | -------------- |
| Thọ Thanh  | 9,58            | 6.130          |
| Vạn Xuân   | 139,49          | 6.152          |
| Xuân Cao   | 36,16           | 6.847          |
| Xuân Chinh | 73,37           | 3.114          |
| Xuân Dương | 7,34            | 6.605          |
| Xuân Lẹ    | 99,11           | 4.492          |
| Xuân Lộc   | 32,70           | 4.036          |
| Xuân Thắng | 41,05           | 4.788          |
| Yên Nhân   | 188,70          | 5.577          |

## Kinh tế
- Tốc độ tăng trưởng GDP: 6,4%/năm.
- Cơ cấu kinh tế: lâm nghiệp: 40%; nông nghiệp: 30%; dịch vụ - tiểu thủ công nghiệp: 30%.
- Bình quân lương thực đầu người: 234 kg/năm.
- GDP đầu người: 662 USD/người. Tỉ lệ hộ nghèo: 17,2% (là 1 trong 7 huyện nghèo của Thanh Hóa).

## Giao thông
Đường Hồ Chí Minh và Quốc lộ 15 chạy qua.

## Du lịch
- Khu bảo tồn thiên nhiên Xuân Liên
- Khu du lịch cộng đồng Bản Mạ (thị trấn Thường Xuân)
- Đền thờ lãnh tụ chống Pháp Cầm Bá Thước và bà chúa Thượng Ngàn (xã Vạn Xuân)
- Cụm công trình Thủy lợi – Thủy điện Cửa Đạt, hồ Cửa Đạt
- Thác Trai Gái (Xã Xuân Lẹ).

## Sản vật

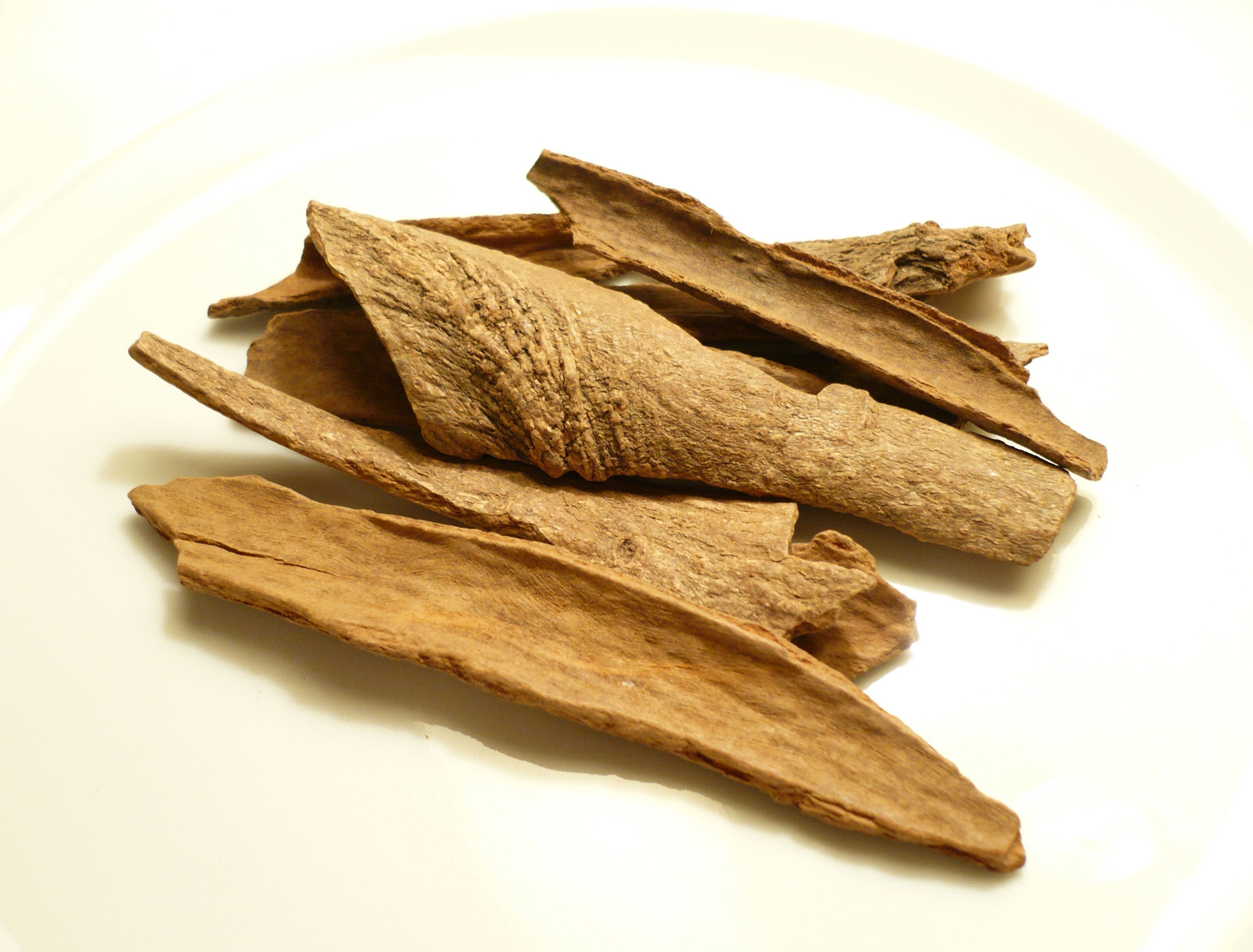
Quế Thanh

Quế Thường Xuân, quế bạch, quế ngọc, quế ngọc châu Thường, quế châu Thường là các tên gọi của giống quế Thanh được khai thác ở huyện Thường Xuân, tỉnh Thanh Hóa.
Tháng 10 năm 2016, Cục Sở hữu trí tuệ Việt Nam đã cấp Giấy chứng nhận đăng ký chỉ dẫn địa lý số 00051 cho sản phẩm quế Thường Xuân đối với khu vực địa lý gồm thị trấn Thường Xuân và các xã: Vạn Xuân, Xuân Lẹ, Xuân Chinh, Xuân Thắng, Xuân Lộc, Xuân Cẩm, Yên Nhân, Bát Mọt, Lương Sơn, Ngọc Phụng, Xuân Cao, Luận Khê, Tân Thành, Luận Thành, Thọ Thanh, Xuân Dương thuộc huyện Thường Xuân, tỉnh Thanh Hóa.